# NTT Data
NTT DATA Corporation — японська транснаціональна компанія, що надає послуги в галузі інформаційних технологій (ІТ) та консалтингу зі штаб-квартирою в Токіо, Японія. NTT DATA перебуває в частковій власності та є дочірньою компанією Nippon Telegraph and Telephone (NTT).
Компанія Japan Telegraph and Telephone Public Corporation, попередниця NTT, почала бізнес із передачі даних в 1967 році. Після приватизації 1985 року, NTT виділила підрозділ Data Communications під назвою NTT DATA в 1988 році, яке нині стало найбільшою компанією в Японії у сфері ІТ-послуг.

## Історія

### 2000—2010
У 2002 році компанія стала першою японською компанією, що отримала сертифікат BS 7799, міжнародний стандарт інформаційної безпеки. У 2007 році консолідований чистий об'єм продажів компанії склав ¥1 трлн, а у 2008 році компанія придбала німецьку компанію Cirquent, Inc. У 2009 році була введена нова організаційна структура «Company System». У тому ж році компанія придбала австралійську компанію Extend Technologies Pty Ltd у рамках стратегії по розширенню глобальної присутності спеціалізованих консалтингових підприємств SAP.
NTT DATA і американська компанія Keane, що надає ІТ-послуги, домовилися про злиття 29 жовтня 2010 року. Вартість придбання складає більше 1,23 млрд доларів США. Після придбання Keane Inc. компанія NTT DATA стала 8-ю найбільшою компанією у світі по виробництву програмного забезпечення з річним доходом 14 мільярдів доларів США. Придбання Keane Inc. у 2010 році збільшило загальну чисельність робочої сили групи до 50 000 осіб. У тому ж році компанія також придбала FirstApex, збільшивши свою присутність у сфері страхування. У 2010 році NTT DATA придбала Intelligroup Inc., американську компанію, що надає послуги з ІТ-консалтингу. Після поглинання Intelligroup NTT DATA стала дев'ятою за величиною компанією у світі по виробництву програмного забезпечення, вартість якої перевищує 11 мільярдів доларів. Штаб-квартира індійської компанії Intelligroup, Inc знаходиться в iLabs, Мадхапур, Хайдарабад.

### 2011— теперішній час
У 2011 році компанія придбала італійську компанію Value Team S.p.A. і запустила проєкт Global One Teams. У 2012 році компанія придбала лондонську консалтингову компанію RMA Consulting, що спеціалізується на розробці і постачанні програмного забезпечення.
У 2013 році компанія придбала мадридську компанію Everis, що надає ІТ-послуги, включаючи консалтинг, системну інтеграцію і аутсорсинг. Також у 2013 році NTT DATA, постачальник ІТ-послуг зі штаб-квартирою в Плейно, придбала компанію Optimal Solutions Integration, постачальника послуг SAP зі штаб-квартирою в Ірвінгу, штат Техас. У 2015 році компанія придбала Carlisle & Gallagher, Inc., консалтингову фірму, розташовану в Шарлотті. У тому ж році компанія придбала iPay88 — малайзійський платіжний онлайн-шлюз для країн Азії, який спеціалізується на наданні послуг онлайн-платежів і платіжних рішень для торговців, що мають декілька фінансових установ. У 2016 році компанія придбала підрозділ Dell IT Services (у минулому Perot Systems) компанії Dell за 3 мільярди доларів. Також у 2016 році компанія придбала Nefos, консалтингового партнера Salesforce в Німеччині, Австрії і Швейцарії.
Упродовж десятиліття NTT Data почала спонсорувати команду IndyCar Series під назвою Chip Ganassi Racing. У 2019 році компанія стала титульним спонсором серії, назвавши її NTT IndyCar Series.

## Операції
У структурі NTT Group, NTT Comware фокусується на ІТ-послугах для тих підприємств, що входять до групи, а NTT Data зазвичай обслуговує підприємства, що не входять до групи NTT. У Японії NTT DATA створила чимало спільних підприємств, наприклад, NTT Data — Sanyo Electric, яке займається ІТ-послугами групи Sanyo electric. За межами Японії NTT DATA має дочірні компанії або офіси у Великій Британії, Китаї, Малайзії, Таїланді, Індії, США, Італії, Австралії, Сінгапурі, В'єтнамі і інших країнах або регіонах.
Йо Хомма обіймає посаду президента і генерального директора.

## Продукти і послуги
Спонсороване програмне забезпечення
- TOMOYO Linux

Квиткова система
- Melbourne Australia myki

## Нагороди
NTT DATA зайняла 8 місце в рейтингу кращих фірм для роботи в 2016 році за версією журналу Consulting Magazine.